# NOAH - for dyrs rettigheter
NOAH – for dyrs rettigheter er Norges største dyreretsorganisation. NOAHs ideologi bygger på at dyr ligesom mennesker lever for sit eget liv, og har krav på frihed og livsudfoldelse. NOAH kæmper derfor mod brug af dyr i f.eks. industrialiserede landbrug, underholdningsindustrien, pelsindustrien, jagt osv.
NOAH blev stiftet i Oslo i 1989, og har i dag lokalafdelinger og kampagnegrupper i de fleste større norske byer. NOAH's aktivitet er baseret på frivillig og idealistisk engagement. 
Leder og talsperson i NOAH er Siri Martinsen.
Endvidere har NOAH et tæt samarbejde med den danske dyreretsforening Anima.
| Dyr | Spire Denne artikel om dyr er en spire som bør udbygges. Du er velkommen til at hjælpe Wikipedia ved at udvide den. |